# Peter Steele
Peter Steele (ur. jako Petrus T. Ratajczyk 4 stycznia 1962 w Nowym Jorku, zm. 14 kwietnia 2010) – amerykański muzyk, kompozytor i basista. Wieloletni członek grupy muzycznej Type O Negative. Przed zaangażowaniem w tej grupie założył lub współpracował m.in. z grupami Carnivore, Repulsion, Fallout i Aggression. Znany też pod pseudonimami Jolly Green Giant, Herman, Gorilla, Green Man i Lurch
W 2006 roku piosenkarz został sklasyfikowany na 81. miejscu listy 100 najlepszych wokalistów wszech czasów według Hit Parader.

## Życiorys
Miał pochodzenie polskie ze strony ojca i babki, która mieszkała w Warszawie, islandzko-szkockie ze strony matki oraz częściowo rosyjskie (dalsza rodzina ojca). Sam o swoim pochodzeniu mówił następująco:

Chciałbym sprostować, bo moje korzenie są bardziej polskie niż rosyjskie. Owszem, mam przodków pochodzących z Rosji, ale to dalsze pokrewieństwo. Moja mama miała pochodzenie szkocko-irlandzko-islandzkie, a ojciec polskie. Z Rosji pochodzili dalsi krewni taty.

Według rodzinnych podań, które przywoływał Steele, miał on mieć krewnych w Gruzji, a do jego rodziny miał należeć Józef Stalin. Stąd pseudonim artystyczny Steele (ang. stal). Ojciec był wyznania prawosławnego, natomiast matka była gorliwą katoliczką. Był najmłodszym z sześciorga rodzeństwa (miał pięć starszych sióstr: Annette, Barbarę, Patricię, Pamelę i Cathy). Przez osiem lat uczęszczał do katolickiej szkoły.
W 1989 w Nowym Jorku założył zespół Type O Negative wraz z Joshem Silverem grającym na instrumentach klawiszowych, Kennym Hickeyem jako gitarzystą oraz Salem Abruscato grającym na perkusji. Przed Type O Negative, Steele nagrał dwie płyty ze swoim zespołem Carnivore (1983–1989). Pomimo czerpania inspiracji z takich zespołów jak Black Sabbath, KISS czy Motörhead, ich dwie płyty nie zyskały większej popularności. Tematami piosenek była wojna atomowa, apokalipsa oraz prowokacyjne wypowiedzi na temat religii, szowinizmu i historycznych postaci. Ze względu na naciski opinii publicznej Carnivore został rozwiązany. Ten okres Steele'a spowodował jednak powstanie jego wizerunku szowinisty, antykatolika, nazisty, a nawet komunisty, który ciągnął się za nim przez długi czas. Przebywał w więzieniu (za pobicie), w szpitalu psychiatrycznym i w ośrodku odwykowym. Zmiana nastąpiła po śmierci jego rodziców, zwłaszcza matki w 2005 roku. Według plotek rozpowszechnionych przez samego Petera w tym okresie powrócił on do wiary katolickiej.
Peter Steele zmarł wczesnym rankiem 14 kwietnia 2010. Przyczyną śmierci była sepsa spowodowana zapaleniem uchyłków. Przez wytwórnię SPV zostało opublikowane oświadczenie potwierdzające śmierć Steele'a. Na stronie oficjalnej zespołu również opublikowano oświadczenie, zawierające wypowiedź każdego członka zespołu.
Rok po śmierci muzyka jego rodzina wydała oświadczenie będące komentarzem do jego odejścia i wydarzeń z tym związanych.

## Wydarzenia artystyczne
W 1991 wydał wraz z TON pierwszą płytę Slow Deep and Hard. W 1992 ukazał się drugi album The Origin of the Feces, zawierający utwory z debiutanckiej płyty, ale w nowym wydaniu. Album miał uspokoić wrogie nastroje (powtarzające się zarzuty o nazizm), z których wydawca – Roadrunner – nie był zadowolony. Na płycie znalazł się wcześniej niepublikowany utwór "Are You Afraid" oraz "Hey Pete" będący przeróbką utworu "Hey Joe" Jimiego Hendriksa. Spore kontrowersje budziła okładka płyty przedstawiająca odbyt Petera Steele’a w powiększeniu, wydawca zmienił ją przy drugim wydaniu.
Bloody Kisses (1993) to trzeci album Petera Steele'a oraz Type O Negative. W 1994 Type O Negative nagrali utwory Black Sabbath na płytę Nativity In Black. Steele wykonał też kilka kosmetycznych zmian i remiksów na digipakowe wydanie Bloody Kisses. Szybkie "Kill All The White People" i "We Hate Everyone" zamieniono na "Suspended In Dusk", utwór wcześniej zamieszczony na stronie B singla Christian Woman. Wydano także The Origin Of The Feces ze zmienioną okładką.
W 1995 roku TON nagrali też wersję „Blood And Fire” z płyty Bloody Kisses na składankę do filmu Mortal Kombat. Peter Steele wziął też udział w sesji zdjęciowej dla magazynu erotycznego „Playgirl”. Płyta October Rust została wydana latem 1996 roku. Brzmienie zespołu było jeszcze łagodniejsze. Na albumie znalazło się wciąż kilka utworów z kontrowersyjnymi podtekstami, jak "Love You To Death". Lata 1997–1999 to okres względnej bezczynności; Steele nagrał głos do jednego utworu nowej płyty Babes In Toyland. Type O Negative nagrali też kilka nowych wersji swoich utworów do horrorów takich jak "Blair Witch Project" i "Carrie 2".
Płyta World Coming Down została nagrana w okresie wielkiej tragedii Steela – śmierci jego ojca. Dlatego płyta jest bardzo depresyjna i pesymistyczna w nastroju, za to The Least Worst Of, wydana w 2000 roku, to płyta The Best Of..., zawiera 14 kompozycji ukazujących zespół na przestrzeni prawie 10 lat istnienia. Dużo w nich gotyckiego mroku, ale także energii i ciepła. Album Life Is Killing Me. Ostatnim wydanym albumem zespołu jest Dead Again, który ukazał się 17 marca 2007 roku.

## Filmografia
- "Living the American Nightmare" (mat. archiwalne, 2011, film dokumentalny, reżyseria: Pawl Bazile)[13]